# Малышкин, Евгений Всеволодович
Евгений Всеволодович Малышкин (родился 6 марта 1997 года в Красноярске, Красноярский край) — российский регбист, игрок третьей линии команды «Енисей-СТМ».

## Биография
Родился в Красноярске, учился в красноярской гимназии №7, воспитанник клубной академии. В главной команде дебютировал в 2017 году в матче против столичной «Славы». Стал обладателем золота чемпионата и Кубка России. Следующий сезон 2018 года провёл в «Металлурге». Перешёл в клуб вместе с ещё 7 игроками «тяжёлой машины» (Цейцин, Беленков и другие) В Новокузнецке игрок постепенно стал одним из лидеров команды. Вернувшись в «Енисей-СТМ», провёл два матча в сезоне 2019 года, помогает клубу завоевать чемпионство. Перед сезоном 2020 перешёл в «Булаву» на правах аренды. Летом в «Енисее» образовалась тяжёлая ситуация с травмированными, руководство «тяжёлой машины» не стало пролонгировать арендное соглашение, срок которого истёк 31 июля.

### Карьера в сборной
Евгений постоянно призывался в различные юношеские и молодёжные сборные.

## Достижения
- Чемпион России — 2017, 2019
- Обладатель Кубка России — 2016, 2017